# غارة نحالين (أبريل 1989)
في 13 أبريل/نيسان 1989، أثناء الانتفاضة الأولى، نفذت شرطة الحدود الإسرائيلية غارة قبل الفجر على قرية نحالين الفلسطينية في الضفة الغربية. وخلال المداهمة، قُتل خمسة شبان فلسطينيين برصاص حرس الحدود بعد أن ألقوا الحجارة على الجنود. أثارت هذه الغارة احتجاجات في جميع أنحاء فلسطين وجدلاً كبيراً على المستوى الدولي.

## الأحداث

### غارة نحالين
حوالي الساعة 3:30 من صباح يوم 13 أبريل/نيسان 1989، انتشر 30 جندياً من شرطة الحدود الإسرائيلية في قرية نحالين الفلسطينية، بالقرب من بيت لحم في الضفة الغربية، لتنفيذ غارة مفاجئة على القرية. وكان الهدف الرئيسي من الغارة هو جمع المعلومات واعتقال الشباب الذين ألقوا الحجارة على سيارات المستوطنين الإسرائيليين المارة بالقرب من القرية، فضلاً عن إزالة الكتابات القومية على الجدران والأعلام الفلسطينية المرفوعة بشكل غير قانوني. وعند وصولهم إلى القرية، أمرت شرطة الحدود سكان القرية عبر مكبرات الصوت بالاستيقاظ ومغادرة منازلهم حتى يتمكن الجنود من تفتيش المنازل. وبما أن الغارة وقعت خلال شهر رمضان، فقد كان العديد من سكان القرية مستيقظين بالفعل لتناول السحور قبل بدء صيامهم.
ورد عدد من شباب القرية المستيقظين على وجود قوات حرس الحدود بإلقاء الحجارة على الجنود. وبينما واصل الجنود تفتيش القرية، تجمع المزيد من الشباب لإلقاء الحجارة عليهم. وحاول الجنود بعد ذلك فرض حظر التجوال على القرية، وأمروا جميع السكان بالعودة إلى منازلهم. وعندما رفض بعض الشباب تنفيذ الأمر، أطلق الجنود النار باستخدام الذخيرة الحية. وفقًا لجيل سيدان من وكالة الأنباء اليهودية : "أفاد المراسلون الذين تمكنوا من دخول نحالين، على الرغم من حظر التجول الذي فرضه الجيش، أن القرية بدت وكأنها في أعقاب معركة حرب: كانت الشوارع مليئة بالحجارة وبقع الدماء تغطي المنطقة خارج المسجد، والتي يبدو أنها كانت موقع الاشتباك بين الشباب وقوات الأمن." قُتل خمسة من القرويين، وجُرح ما لا يقل عن 30 آخرين. وأصيب ثلاثة جنود من حرس الحدود بجروح طفيفة جراء الحجارة.

### الاحتجاجات
وأثارت هذه الغارة والوفيات احتجاجات بين الفلسطينيين. وشهدت إحدى عشرة بلدية فلسطينية إضرابات عامة في اليوم التالي للغارة. وفي بعض الاحتجاجات، استخدمت القوات الإسرائيلية الذخيرة الحية لتفريق المظاهرات، مما أدى إلى إصابة ما لا يقل عن سبعة أشخاص في مخيم عسكر وخمسة أشخاص على الأقل في مدينة غزة. نشرت الشرطة الإسرائيلية 3000 ضابط شرطة في المسجد الأقصى وزادت من عدد الحواجز في فلسطين في ذلك اليوم لضمان عدم اندلاع أي اضطرابات أثناء صلاة الجمعة، حيث انخفض عدد المصلين من 20 ألفًا في الأسبوع السابق إلى 7000. كما فرض الجيش الإسرائيلي حظر تجول مؤقت على 700 ألف فلسطيني من سكان الأراضي الفلسطينية لقمع الاضطرابات، وفرض قيود مؤقتة تمنع الفلسطينيين الذين يعملون في إسرائيل من دخول إسرائيل.
تم رفع حظر التجوال المفروض على نحالين في 17 أبريل.

### سؤال
وعقد الجنرال الإسرائيلي عمرام ميتسناع مؤتمرا صحفيا خاصا في وقت لاحق من يوم الغارة لإطلاع الصحافة على تفاصيل الغارة. في الإحاطة، ذكر متسناع أن "الشركة تعرضت لهجوم عنيف من قبل شباب القرية، فردّوا بإطلاق الغاز المسيل للدموع والرصاص المطاطي، وعندما كانت حياتهم في خطر، أطلقوا الذخيرة الحية". ووصف متسناع قرية نحالين بأنها "قرية مثيرة للمشاكل"، متهمًا إياها بأنها بؤرة للتطرف الإسلامي. ومع ذلك أعلن أن الجيش الإسرائيلي سيفتح تحقيقًا في الغارة. تألفت لجنة التحقيق من جنرال في جيش الاحتلال الإسرائيلي، وعقيد في جيش الاحتلال الإسرائيلي، وقائد في شرطة الحدود.
صدر تقرير التحقيق في أوائل مايو 1989. ووجد التقرير أن الغارة كانت سيئة التخطيط، وأن مناوشات وقعت بين جنود حرس الحدود ووحدة من جنود جيش الاحتلال الإسرائيلي الذين تم نشرهم على عجل لوقف إطلاق النار، وكان هناك "استخدام مفرط لإطلاق النار" من قبل حرس الحدود، منتهكًا بذلك المبادئ التوجيهية العسكرية الإسرائيلية. وأوصى التقرير بإيقاف الضابط المسؤول عن الغارة عن منصبه.

## ردود الفعل

### في فلسطين
ونقلت صحيفة نيويورك تايمز عن محمد إبراهيم أحمد، أحد سكان قرية نحالين والبالغ من العمر 64 عامًا، والذي أصيب أثناء المداهمة، قوله إن شرطة الحدود "كانت تتعامل معنا كما لو كنا في حرب". كما نقلت صحيفة نيويورك تايمز عن الفتاة التي تبلغ من العمر 15 عامًا، إطمة أحمد، اتهامها لشرطة الحدود بمضايقة القرويين في الأيام التي سبقت المداهمة، قائلة: "ظل الجنود يقولون الكثير من الأشياء السيئة لمدة أسبوع، لذلك لم يعد بإمكان الشباب تحمل الأمر بعد الآن".
وزعم السفير الفلسطيني لدى الأمم المتحدة زهدي لبيب ترزي أن الحكومة الإسرائيلية "كانت مسؤولة وحدها عن مثل هذه الأعمال الإجرامية ضد شعبنا تحت الاحتلال"، داعياً مجلس الأمن التابع للأمم المتحدة إلى "تحمل مسؤوليته في توفير الحماية الجسدية لشعبنا".

### في إسرائيل
وفي مقابلة إذاعية، ألقى رئيس الأركان العامة دان شومرون اللوم في الوفيات على الشباب الذين ألقوا الحجارة، قائلاً إن "أولئك الذين قتلوا هناك، وكذلك الإصابات التي تكبدتها شرطة الحدود، هي في المقام الأول نتيجة للعنف الحقيقي، الذي استخدم ضد شرطة الحدود".

### دوليا
دعت المتحدثة باسم وزارة الخارجية الأمريكية مارغريت د. توتويلر "جميع الأطراف إلى الامتناع عن الانخراط في مواجهات تؤدي إلى خسائر غير ضرورية في الأرواح"، ووصفت الوفيات بأنها "مأساوية".
صوتت الجمعية العامة للأمم المتحدة بأغلبية 129 صوتًا مقابل صوتين لصالح إدانة الحكومة الإسرائيلية بسبب الغارة، ولم تصوت ضد القرار سوى الولايات المتحدة وإسرائيل. ووصف الممثل الدائم لإسرائيل لدى الأمم المتحدة، يوحنان بين، التصويت بأنه "لا طائل منه وغير منتج"، مجادلاً بأن "الجمعية العامة ترى أنه من المناسب أن تجتمع وتناقش حادثة لا تزال وقائعها الأساسية غير واضحة، بينما تهطل عشرة آلاف قذيفة سورية يومياً على بيروت". وصرح الممثل الدائم لأستراليا لدى الأمم المتحدة، بيتر ويلينسكي، بأن الغارة جاءت "بعد أشهر عديدة من حوادث العنف المثبتة ضد المدنيين الفلسطينيين منذ بداية الانتفاضة"، قائلاً إن الحكومة الأسترالية "لا يمكنها التغاضي عن الإجراءات التعسفية التي تستخدمها إسرائيل لاحتواء الاضطرابات، وخاصة ممارسات مثل استخدام الذخيرة الحية ضد المتظاهرين الفلسطينيين".
اتهمت منظمة هيومن رايتس ووتش شرطة الحدود بـ"إطلاق النار العشوائي"، مشيرة إلى أن "المحاكم الإسرائيلية تعامل المستوطنين الذين يستخدمون القوة بشكل غير قانوني بتساهل أكبر بكثير من الفلسطينيين المدانين بإلقاء الحجارة أو غير ذلك من أعمال العنف". واتهمت اللجنة الدولية للصليب الأحمر شرطة الحدود بفتح النار "دون تمييز أو ضبط النفس"، مضيفة أن "إخلاء المصابين قد تعرقل، وكذلك عمل الطاقم الطبي والمستشفيات في الأراضي المحتلة".

## العواقب
في أواخر شهر مايو/أيار 1989، نظمت منظمة السلام الآن الإسرائيلية غير الحكومية حدثاً التقى فيه 2000 إسرائيلي مع سكان أربع قرى فلسطينية في الضفة الغربية لتعزيز السلام والحوار. كانت قرية نحالين إحدى القرى، وكان من بين المشاركين ممثلون عن حركة السلام الآن أثناء اجتماعهم مع عائلات القرويين الخمسة الذين قتلوا في الغارة.